# Albuca pearsonii
Albuca pearsonii là một loài thực vật có hoa trong họ Măng tây. Loài này được (F.M.Leight.) J.C.Manning & Goldblatt mô tả khoa học đầu tiên năm 2009.